# Simulium racenisi
Simulium racenisi es una especie de insecto del género Simulium, familia Simuliidae, orden Diptera.
Fue descrita científicamente por Ramírez-Pérez, 1971.